# Woody Lake 184D
Woody Lake 184D är ett reservat i Kanada.   Det ligger i provinsen Saskatchewan, i den centrala delen av landet, 2 200 km nordväst om huvudstaden Ottawa. Woody Lake 184D ligger vid sjön Pixley Lake.
I omgivningarna runt Woody Lake 184D växer i huvudsak barrskog. Trakten runt Woody Lake 184D är nära nog obefolkad, med mindre än två invånare per kvadratkilometer.